# Élections aux Cortes de Castille-et-León de 2019
Les élections aux Cortes de Castille-et-León de 2019 (en espagnol : elecciones a las Cortes de Castilla y León de 2019) se tiennent le 26 mai 2019, afin d'élire les 81 représentants de la Xe législature des Cortes de Castille-et-León, pour un mandat de quatre ans.

## Contexte

### Enjeux
Les Cortes de Castille-et-León sont la législature décentralisée et monocamérale de la communauté autonome de Castille-et-León, dotée d'un pouvoir législatif en matière régionale tel que défini par la Constitution espagnole et le statut d'autonomie de Castille-et-León, ainsi que de la capacité de voter la confiance en un président de la Junte ou de la retirer. Conformément à l'article 69.5 de la Constitution, les Cortes ont la faculté de désigner des sénateurs représentant la communauté autonome au Sénat.

### Dissolution des Cortes
Le mandat des Cortes de Castille-et-León expire quatre ans après la date de son élection précédente, à moins qu'elles n'aient été dissoutes plus tôt. Le président de la Junte doit déclencher des élections vingt-cinq jours avant la date d'expiration des pouvoirs des Cortes, le jour des élections ayant lieu le cinquante-quatrième jour suivant celui de la convocation et devant correspondre au quatrième dimanche du mois de mai. La séance constitutive a lieu dans un délai de trente jours à compter de la célébration des élections.
Le président de la Junte a néanmoins la possibilité de dissoudre les Cortes et de convoquer des élections à tout moment, à condition qu'aucune motion de censure ne soit en cours et que cette dissolution n'intervienne pas avant un an après la précédente, ni lors de la première session de la législature. En cas de dissolution, les élections doivent avoir lieu à une date comprise entre le cinquante-quatrième et le soixantième jour à compter de la publication du décret de convocation. Si un processus d'investiture échoue à élire un président régional dans un délai de deux mois à compter du premier tour de scrutin, les Cortes sont automatiquement dissoutes et une nouvelle élection déclenchée.

## Mode de scrutin
Conformément à l'article 21 du statut d'autonomie de Castille-et-León et à l'article 18 de la loi électorale castillane 3/1987, les Cortes sont composées d'un nombre de représentants proportionnel à la population de la communauté autonome et la circonscription électorale correspond à la province. Chaque province élit un minimum de trois représentants (en espagnol : procuradores) plus un pour chaque tranche de 45 000 habitants ou fraction supérieure à 22 500 habitants. Les représentants sont élus pour une législature de quatre ans au suffrage universel direct et suivant le scrutin proportionnel d'Hondt à listes fermées par l'ensemble des personnes résidant dans la communauté autonome où résidant momentanément à l'extérieur de celle-ci, si elles en font la demande.
Comme dans toute l'Espagne, le vote blanc est reconnu et comptabilisé comme un vote valide. Il est par conséquent pris en compte pour déterminer si un parti a franchi ou non le seuil électoral. En revanche, conformément à l'article 96.5 de la LOREG, seuls les suffrages exprimés sont pris en compte pour la répartition des sièges à pourvoir.
| Circonscriptions          | Représentants | Carte                                 |
| ------------------------- | ------------- | ------------------------------------- |
| Valladolid                | 15            | nombre de députés par circonscription |
| León                      | 13            | nombre de députés par circonscription |
| Burgos                    | 11            | nombre de députés par circonscription |
| Salamanque                | 10            | nombre de députés par circonscription |
| Ávila, Palencia et Zamora | 7             | nombre de députés par circonscription |
| Ségovie                   | 6             | nombre de députés par circonscription |
| Soria                     | 5             | nombre de députés par circonscription |

### Conditions de candidature
La loi électorale prévoit que les partis, fédérations, coalitions et groupements électoraux sont autorisés à présenter des listes de candidats. Toutefois, les partis, fédérations ou coalitions qui n'ont pas obtenu de mandat aux Cortes lors de l'élection précédente sont tenus d'obtenir au moins la signature de 0,1 % des électeurs inscrits au registre électoral de la circonscription dans laquelle ils cherchent à se faire élire, alors que les regroupements d'électeurs sont tenus d'obtenir la signature de au moins 1 % des électeurs. Il est interdit aux électeurs de signer pour plus d'une liste de candidats. En même temps, les partis et les fédérations qui ont l'intention d'entrer en coalition pour participer conjointement à une élection sont tenus d'informer la commission électorale compétente dans les dix jours suivant le déclenchement de l'élection. Les listes doivent comprendre des candidats des deux sexes dans une proportion non inférieure à 40 % l'un par rapport à l'autre.

### Répartition des sièges
Toute candidature qui n'a pas obtenu un minimum de 3 % des voix dans une circonscription n'est pas admise à participer à la répartition des sièges. La répartition se déroule de la manière suivante :
- on ordonne les candidatures sur une colonne en allant de la plus votée vers la moins votée ;
- on divise le nombre de voix obtenues par chaque candidature par 1, 2, 3... jusqu'au nombre de sièges à pourvoir dans le but de former un tableau ;
- on attribue les sièges à pourvoir en tenant compte des plus grands quotients selon un ordre décroissant ;
- lorsque deux candidatures obtiennent un même quotient, le siège est attribué à celle qui a le plus grand nombre total de voix ; lorsque deux candidatures ont exactement le même nombre total de voix, l'égalité est résolue par tirage au sort et les suivantes de manière alternative.

Les sièges propres à chaque formation politique sont attribués aux candidats en suivant l'ordre de présentation sur la liste. En cas de décès, incapacité ou démission d'un député, le siège vacant revient au candidat ou, le cas échéant, au suppléant placé immédiatement derrière le dernier candidat élu de la liste.

## Campagne

### Principaux partis
| Parti | Parti                                                                       | Chef de file              | Résultat en 2015                 |
| ----- | --------------------------------------------------------------------------- | ------------------------- | -------------------------------- |
|       | Parti populaire de Castille-et-León Partido popular de Castilla-y-León      | Alfonso Fernández Mañueco | 37,7 % des voix 42 représentants |
|       | Parti socialiste de Castille-et-León-PSOE Partido socialista obrero español | Luis Tudanca              | 25,9 % des voix 25 représentants |
|       | Podemos                                                                     | Pablo Fernández Santos    | 12,1 % des voix 10 représentants |
|       | Ciudadanos                                                                  | Francisco Igea            | 10,3 % des voix 5 représentants  |
|       | Izquierda Unida                                                             | José Sarrión              | 4,1 % des voix 1 représentant    |
|       | Union du peuple léonais                                                     | Luis Mariano Santos       | 1,4 % des voix 1 représentant    |

### Sondages
| Institut       | Date     | PP     | PSOE   | Cs     | Podemos | IU     | UPL   | Autres |
| -------------- | -------- | ------ | ------ | ------ | ------- | ------ | ----- | ------ |
| Institut       | Date     |        |        |        |         |        |       |        |
| Sigma Dos      | 29/06/18 | 33 %   | 29,3 % | 22 %   | 10,6 %  | 10,6 % | 0,9 % | 4,2 %  |
| ElectoPanel    | 7/06/18  | 32,1 % | 27,9 % | 17,6 % | 16 %    | 16 %   | 1,4 % | 5 %    |
| SyM Consulting | 22/03/18 | 35,6 % | 25,5 % | 18,1 % | 6,2 %   | 6 %    | 1,1 % |        |

## Résultats

### Participation
| Taux de participation | En 2015 | En 2019 | Différence |
| --------------------- | ------- | ------- | ---------- |
| à 14 heures           | 33,81 % | 36,90 % | 3,09       |
| à 18 heures           | 49,79 % | 53,70 % | 3,91       |
| à 20 heures           | 64,87 % | 65,80 % | 0,93       |

### Voix et sièges

#### Total régional
|                        |                                                         |           |       |               |        |               |  |  |  |
| Partis                 | Partis                                                  | Voix      | %     | +/−           | Sièges | +/−           |  |  |  |
|                        | Parti socialiste de Castille-et-León (PSOE)             | 479 916   | 34,84 | 8,90          | 35     | 10            |  |  |  |
|                        | Parti populaire de Castille-et-León (PP)                | 433 905   | 31,50 | 6,23          | 29     | 13            |  |  |  |
|                        | Ciudadanos (Cs)                                         | 205 855   | 14,94 | 4,67          | 12     | 7             |  |  |  |
|                        | Vox                                                     | 75 731    | 5,50  | 4,82          | 1      | 1             |  |  |  |
|                        | Podemos-Equo                                            | 68 869    | 5,00  | 7,14          | 2      | 8             |  |  |  |
|                        | Gauche unie (IU)                                        | 31 580    | 2,29  | 1,86          | 0      | 1             |  |  |  |
|                        | Union du peuple léonais (UPL)                           | 28 057    | 2,04  | 0,63          | 1      | en stagnation |  |  |  |
|                        | Pour Ávila (XAV)                                        | 9 455     | 0,69  | Nv.           | 1      | 1             |  |  |  |
|                        | Parti animaliste contre la maltraitance animale (PACMA) | 8 619     | 0,63  | 0,10          | 0      | en stagnation |  |  |  |
|                        | Plateforme du peuple sorian (PPSO)                      | 3 895     | 0,28  | Nv.           | 0      | en stagnation |  |  |  |
|                        | Coalition pour El Bierzo (CB)                           | 3 725     | 0,27  | 0,10          | 0      | en stagnation |  |  |  |
|                        | Décider maintenant (AD)                                 | 1 911     | 0,14  | 0,20          | 0      | en stagnation |  |  |  |
|                        | Parti régionaliste d'El Bierzo (PRB)                    | 1 602     | 0,12  | 0,07          | 0      | en stagnation |  |  |  |
|                        | Parti régionaliste du pays léonais (PREPAL)             | 1 403     | 0,10  | en stagnation | 0      | en stagnation |  |  |  |
|                        | Autres                                                  | 8 589     | 0,62  | -             | 0      | en stagnation |  |  |  |
|                        | Blanc                                                   | 14 566    | 1,06  | 1,38          |        |               |  |  |  |
|                        |                                                         |           |       |               |        |               |  |  |  |
| Votes valides          | Votes valides                                           | 1 377 678 | 99,01 |               |        |               |  |  |  |
| Votes nuls             | Votes nuls                                              | 13 824    | 0,99  |               |        |               |  |  |  |
| Total                  | Total                                                   | 1 391 502 | 100   | -             | 81     | 3             |  |  |  |
| Abstentions            | Abstentions                                             | 723 309   | 34,20 |               |        |               |  |  |  |
| Inscrits/Participation | Inscrits/Participation                                  | 2 114 811 | 65,80 |               |        |               |  |  |  |

#### Par circonscription
|             |              |         |         |        |               |         |         |        |               |         |         |        |               |  |  |  |  |
| Sièges      | Sièges       | 7       | 7       | 7      | en stagnation | 11      | 11      | 11     | en stagnation | 13      | 13      | 13     | 1             |  |  |  |  |
|             |              |         |         |        |               |         |         |        |               |         |         |        |               |  |  |  |  |
|             |              | Nombre  | Nombre  | %      | %             | Nombre  | Nombre  | %      | %             | Nombre  | Nombre  | %      | %             |  |  |  |  |
| Inscrits    | Inscrits     | 137 003 | 137 003 | 100,00 | 100,00        | 299 098 | 299 098 | 100,00 | 100,00        | 433 250 | 433 250 | 100,00 | 100,00        |  |  |  |  |
| Abstentions | Abstentions  | 37 392  | 37 392  | 27,29  | 27,29         | 104 299 | 104 299 | 34,87  | 34,87         | 168 889 | 168 889 | 38,98  | 38,98         |  |  |  |  |
| Votants     | Votants      | 99 611  | 99 611  | 72,71  | 72,71         | 194 799 | 194 799 | 65,13  | 65,13         | 264 361 | 264 361 | 61,02  | 61,02         |  |  |  |  |
| Nuls        | Nuls         | 1 138   | 1 138   | 1,14   | 1,14          | 1 948   | 1 948   | 1,00   | 1,00          | 2 547   | 2 547   | 0,96   | 0,96          |  |  |  |  |
| Exprimés    | Exprimés     | 98 473  | 98 473  | 98,86  | 98,86         | 192 851 | 192 851 | 99,00  | 99,00         | 261 814 | 261 814 | 99,04  | 99,04         |  |  |  |  |
|             |              |         |         |        |               |         |         |        |               |         |         |        |               |  |  |  |  |
| Partis      | Partis       | Voix    | %       | Sièges | +/−           | Voix    | %       | Sièges | +/−           | Voix    | %       | Sièges | +/−           |  |  |  |  |
|             | PSCyL-PSOE   | 27 821  | 28,25   | 2      | en stagnation | 71 311  | 36,98   | 5      | 2             | 92 282  | 35,25   | 6      | 1             |  |  |  |  |
|             | PPCyL        | 35 566  | 36,12   | 3      | 1             | 54 148  | 28,08   | 3      | 2             | 71 607  | 27,35   | 4      | 1             |  |  |  |  |
|             | Cs           | 12 818  | 13,02   | 1      | en stagnation | 33 408  | 17,32   | 2      | 1             | 28 755  | 10,98   | 1      | en stagnation |  |  |  |  |
|             | Podemos-EQUO | 3 796   | 3,85    | 0      | en stagnation | 13 886  | 7,20    | 1      | 1             | 14 469  | 5,53    | 1      | 1             |  |  |  |  |
|             | Vox          | 5 582   | 5,67    | 0      | en stagnation | 11 856  | 6,15    | 0      | en stagnation | 11 052  | 4,22    | 0      | en stagnation |  |  |  |  |
|             | IU           | 1 296   | 1,32    | 0      | en stagnation | 3 598   | 1,87    | 0      | en stagnation | 4 320   | 1,65    | 0      | en stagnation |  |  |  |  |
|             | XAV          | 9 455   | 9,60    | 1      | 1             | NC      | NC      | NC     | NC            | NC      | NC      | NC     | NC            |  |  |  |  |
|             | UPL          | NC      | NC      | NC     | NC            | NC      | NC      | NC     | NC            | 26 705  | 10,20   | 1      | en stagnation |  |  |  |  |
|             | Autres       | 1 269   | 1,29    |        |               | 2 424   | 1,26    |        |               | 9 796   | 3,74    |        |               |  |  |  |  |
|             | Blanc        | 870     | 0,88    | 2 220  | 1,15          | 2 828   | 1,08    |        |               |         |         |        |               |  |  |  |  |

|             |              |         |         |        |               |         |         |        |               |         |         |        |               |  |  |  |  |
| Sièges      | Sièges       | 7       | 7       | 7      | en stagnation | 10      | 10      | 10     | 1             | 6       | 6       | 6      | 1             |  |  |  |  |
|             |              |         |         |        |               |         |         |        |               |         |         |        |               |  |  |  |  |
|             |              | Nombre  | Nombre  | %      | %             | Nombre  | Nombre  | %      | %             | Nombre  | Nombre  | %      | %             |  |  |  |  |
| Inscrits    | Inscrits     | 141 613 | 141 613 | 100,00 | 100,00        | 305 855 | 305 855 | 100,00 | 100,00        | 119 757 | 119 757 | 100,00 | 100,00        |  |  |  |  |
| Abstentions | Abstentions  | 43 377  | 43 377  | 30,63  | 30,63         | 113 343 | 113 343 | 37,06  | 37,06         | 32 669  | 32 669  | 27,30  | 27,30         |  |  |  |  |
| Votants     | Votants      | 98 236  | 98 236  | 69,37  | 69,37         | 192 512 | 192 512 | 62,94  | 62,94         | 87 058  | 87 058  | 72,70  | 72,70         |  |  |  |  |
| Nuls        | Nuls         | 1 025   | 1 025   | 1,04   | 1,04          | 1 884   | 1 884   | 0,98   | 0,98          | 1 060   | 1 060   | 1,22   | 1,22          |  |  |  |  |
| Exprimés    | Exprimés     | 97 211  | 97 211  | 98,96  | 98,96         | 190 628 | 190 628 | 99,02  | 99,02         | 85 998  | 85 998  | 98,78  | 98,78         |  |  |  |  |
|             |              |         |         |        |               |         |         |        |               |         |         |        |               |  |  |  |  |
| Partis      | Partis       | Voix    | %       | Sièges | +/−           | Voix    | %       | Sièges | +/−           | Voix    | %       | Sièges | +/−           |  |  |  |  |
|             | PSCyL-PSOE   | 34 898  | 35,90   | 3      | 1             | 63 556  | 33,34   | 4      | 1             | 29 056  | 33,79   | 3      | 1             |  |  |  |  |
|             | PPCyL        | 33 532  | 34,49   | 3      | 1             | 73 431  | 38,52   | 4      | 2             | 28 822  | 33,51   | 2      | 2             |  |  |  |  |
|             | Cs           | 14 669  | 15,09   | 1      | 1             | 29 648  | 15,55   | 2      | 1             | 14 068  | 16,36   | 1      | 1             |  |  |  |  |
|             | Podemos-EQUO | 4 456   | 4,58    | 0      | 1             | 7 652   | 4,01    | 0      | 1             | 4 564   | 5,31    | 0      | 1             |  |  |  |  |
|             | Vox          | 5 531   | 5,69    | 0      | en stagnation | 9 137   | 4,79    | 0      | en stagnation | 4 790   | 5,57    | 0      | en stagnation |  |  |  |  |
|             | IU           | 2 040   | 2,10    | 0      | en stagnation | 2 554   | 1,34    | 0      | en stagnation | 2 011   | 2,34    | 0      | en stagnation |  |  |  |  |
|             | Autres       | 1 047   | 1,08    |        |               | 2 708   | 1,42    |        |               | 1 758   | 2,04    |        |               |  |  |  |  |
|             | Blanc        | 1 038   | 1,07    | 1 942  | 1,02          | 929     | 1,08    |        |               |         |         |        |               |  |  |  |  |

|             |              |        |        |        |               |         |         |        |               |         |         |        |               |  |  |  |  |
| Sièges      | Sièges       | 5      | 5      | 5      | en stagnation | 15      | 15      | 15     | en stagnation | 7       | 7       | 7      | en stagnation |  |  |  |  |
|             |              |        |        |        |               |         |         |        |               |         |         |        |               |  |  |  |  |
|             |              | Nombre | Nombre | %      | %             | Nombre  | Nombre  | %      | %             | Nombre  | Nombre  | %      | %             |  |  |  |  |
| Inscrits    | Inscrits     | 76 838 | 76 838 | 100,00 | 100,00        | 432 446 | 432 446 | 100,00 | 100,00        | 168 951 | 168 951 | 100,00 | 100,00        |  |  |  |  |
| Abstentions | Abstentions  | 27 716 | 27 716 | 36,07  | 36,07         | 134 423 | 134 423 | 31,08  | 31,08         | 61 171  | 61 171  | 36,21  | 36,21         |  |  |  |  |
| Votants     | Votants      | 49 122 | 49 122 | 63,93  | 63,93         | 298 023 | 298 023 | 68,92  | 68,92         | 107 780 | 107 780 | 63,79  | 63,79         |  |  |  |  |
| Nuls        | Nuls         | 519    | 519    | 1,06   | 1,06          | 2 377   | 2 377   | 0,80   | 0,80          | 1 326   | 1 326   | 1,23   | 1,23          |  |  |  |  |
| Exprimés    | Exprimés     | 48 603 | 48 603 | 98,94  | 98,94         | 295 646 | 295 646 | 99,20  | 99,20         | 106 454 | 106 454 | 98,77  | 98,77         |  |  |  |  |
|             |              |        |        |        |               |         |         |        |               |         |         |        |               |  |  |  |  |
| Partis      | Partis       | Voix   | %      | Sièges | +/−           | Voix    | %       | Sièges | +/−           | Voix    | %       | Sièges | +/−           |  |  |  |  |
|             | PSCyL-PSOE   | 19 794 | 40,73  | 3      | 1             | 102 662 | 34,72   | 6      | 2             | 38 536  | 36,20   | 3      | 1             |  |  |  |  |
|             | PPCyL        | 13 423 | 27,62  | 2      | 1             | 87 357  | 29,55   | 5      | 2             | 36 019  | 33,84   | 3      | 1             |  |  |  |  |
|             | Cs           | 5 476  | 11,27  | 0      | en stagnation | 52 225  | 17,66   | 3      | 2             | 14 788  | 13,89   | 1      | 1             |  |  |  |  |
|             | Podemos-EQUO | 2 464  | 5,07   | 0      | en stagnation | 13 872  | 4,69    | 0      | 2             | 3 710   | 3,49    | 0      | 1             |  |  |  |  |
|             | Vox          | 2 075  | 4,27   | 0      | en stagnation | 20 296  | 6,86    | 1      | 1             | 5 412   | 5,08    | 0      | en stagnation |  |  |  |  |
|             | IU           | 575    | 1,18   | 0      | en stagnation | 12 043  | 4,07    | 0      | 1             | 3 143   | 2,95    | 0      | en stagnation |  |  |  |  |
|             | Autres       | 4 139  | 8,52   |        |               | 4 464   | 1,51    |        |               | 3 491   | 3,28    |        |               |  |  |  |  |
|             | Blanc        | 657    | 1,35   | 2 727  | 0,92          | 1 355   | 1,27    |        |               |         |         |        |               |  |  |  |  |

### Conséquences
Disposant de l'exacte majorité absolue, Ciudadanos et le PP négocient un accord de coalition gouvernementale qui aboutit le 9 juillet 2019 par l'élection d'Alfonso Fernández Mañueco à la présidence de la Junte. Les libéraux disposent de quatre des dix postes gouvernementaux, dont la vice-présidence, et les conservateurs des six autres portefeuilles.